# 林佳慧
林佳慧（1987年9月27日—）是台灣女子乒乓球運動員。她曾獲得2013年夏季世界大學運動會乒乓球比賽女子雙打冠軍。